# 仲语
仲语（泰文：ภาษาชอง）是一种濒危语言，分布在泰国东部，曾分布在柬埔寨。它是南亚语系一种西比尔语支语言。仲语目前是泰国语言复兴计划的一个焦点。
仲语的4向音区对立很不寻常。它的语法研究并不充分，不过明显与壮侗语系的泰语不同。仲语直到2000年都没有书写系统，玛希敦大学研究者用一套简化过的标准泰文创造了仲语书写系统，那之后才出现第一份教学用材料。仲语目前位于约书亚·费士曼的分级代际分化量表（GIDS）的第七阶段，第八阶段已经接近灭绝。
仲语实际上是两种语言，西部仲语和中部仲语。
泰国的西部仲语社区分布在庄他武里府及周边。
中部仲语包括达叻府的歌松语。
泰国仲语最近得到了研究，但柬埔寨仲语还没有。大卫·布拉德利 （2007）报告称已经没有母语者了。

## 系属分类
许多比尔语支语言都叫做“Chong”，而它们并不是一种语言。标准仲语包含相当大的多样性，Sidwell （2009）称其为“西部仲语”。这包括庄他武里府（主要在考基差古县南部和邦南隆县西部）和在泰国-柬埔寨边境线上的主要方言。注意不要与“中部仲语”——泰国西部达叻府的“仲语”和歌松仲语混淆。相似地，庄他武里府和柬埔寨的“Chung”语是萨奥基语方言，与绥语一起被分为“南部仲语”。
西部仲语（标准仲语）如下：
- 庄他武里府仲语（Baradat ms.）
- （子类）
  - həəp仲语（Martin 1974）
  - Khlong Phlu仲语（Siripen Ungsitibonporn 2001）
- （子类）
  - lɔɔ仲语（Martin 1974）
  - Wang Kraphrae仲语（Siripen Ungsitibonporn 2001）
  - 仲语（Huffman 1983）

Isara Choosri （2002）列出下列庄他武里府仲语方言。
- Takhian Thong ตะเคียนทอง （北部仲语）：分布在Ban Khlong Phlu คลองพลู （最北端）；Ban Nam Khun、Ban Takhian Thong ตะเคียนทอง、Ban Cham Khloh。这是最北端的方言；在过去，仲语使用者曾北至Ban Chankhlem จันทเขลม。使用者数千。曾被划入西部方言lɔɔ仲语。
- Phluang พลวง （南部仲语）：分布在Ban Krathing、Ban Thung Saphan、Ban Thung Ta-In、Ban Phang Kalaeng。使用者数百。曾被划入西部方言lɔɔ仲语。
- 邦南隆โป่งน้ำร้อน （东部仲语）：分布在Ban Wang Kraphrae。使用者数十。也称həəp仲语。

中部仲语方言有：
- 菩萨省中部仲语
- 中部仲语（Pornsawan Ploykaew 2001）
- 仲语（Baradat ms.）
- 歌松语（Noppawan Thongkham 2003），历史上曾称作达叻仲语（Pannetier ms., Isarangura 1935）

## 音系
西部仲语有下列辅音。

### 辅音
|        |      | 唇音   | 唇音 | 唇齿音 | 齿龈音 | 齿龈音 | 硬颚音 | 硬颚音 | 软腭音 | 软腭音 | 声门音 |
| 不送气 | 送气 | 不送气 | 送气 | 唇齿音 | 不送气 | 送气   | 不送气 | 送气   |        |        | 声门音 |
| ------ | ---- | ------ | ---- | ------ | ------ | ------ | ------ | ------ | ------ | ------ | ------ |
| 鼻音   | 鼻音 | m      |      |        | n      |        | ɲ      |        | ŋ      |        |        |
| 塞音   | 清音 | p      | pʰ   |        | t      | tʰ     | c      | cʰ     | k      | kʰ     | ʔ      |
| 塞音   | 浊音 | b      |      |        | d      |        |        |        |        |        |        |
| 擦音   | 擦音 |        |      | f      | s      |        |        |        |        |        | h      |
| 近音   | 近音 | w      |      |        | l      |        | j      |        |        |        |        |
| 颤音   | 颤音 |        |      |        | r      |        |        |        |        |        |        |

### 元音（Dicanio, 2009）
|          | 前元音 | 央元音 | 后展唇 | 后圆唇 |
| -------- | ------ | ------ | ------ | ------ |
| 闭元音   | i, ii  |        |        | u, uu  |
| 半闭元音 | e, ee  | ə, əə  | ɤ, ɤɤ  | o, oo  |
| 半开元音 | ɛ, ɛe  |        |        | ɔ, ɔɔ  |
| 开元音   |        | a, aa  |        |        |
| 双元音   | iə, iu | ai, ao | ɤə     | uə     |

## 阅读更多
- Isarangura, N. N. （1935）. Vocubulary of Chawng words collected in Krat Province. [S.l: s.n.].
- DiCanio, C.T. （2009） The Phonetics of Register in Takhian Thong Chong （页面存档备份，存于）, Journal of the International. Phonetic Association, 39（2）: 162–188
- Huffman, Franklin E. . 1985.
- Suphanphaiboon, Surekha.  (学位论文). 1982.